# La Feuillade
La Feuillade – miejscowość i gmina we Francji, w regionie Nowa Akwitania, w departamencie Dordogne.
Według danych na rok 1990 gminę zamieszkiwało 568 osób, a gęstość zaludnienia wynosiła 143 osób/km² (wśród 2290 gmin Akwitanii La Feuillade plasuje się na 665. miejscu pod względem liczby ludności, natomiast pod względem powierzchni na miejscu 1485.).